# بيت العليي (الحيمة الخارجية)

تعديل مصدري - تعديل

بيت العليي هي إحدى قرى عزلة بيت العليي بمديرية الحيمة الخارجية التابعة لمحافظة صنعاء، بلغ تعداد سكانها 584 نسمة حسب تعداد اليمن لعام 2004.